# Фінал Кубка володарів кубків 1980
Фінал Кубка володарів кубків 1980 — футбольний матч для визначення володаря Кубка володарів кубків УЄФА сезону 1979/80, 20-й фінал змагання між володарями національних кубків країн Європи. 
Матч відбувся 14 травня 1980 року у Брюсселі за участю володаря Кубка Англії 1978/79 «Арсеналу» та володаря Кубка Іспанії 1978/79 «Валенсії». Гра завершилася перемогою іспанців у серії післяматчевих пенальті з рахунком 5-4, які здобули свій перший титул володарів Кубка володарів кубків.

## Шлях до фіналу
| Валенсія         | Валенсія  | Валенсія        | Валенсія        | 1979/80      | Арсенал    | Арсенал   | Арсенал     | Арсенал         |
| ---------------- | --------- | --------------- | --------------- | ------------ | ---------- | --------- | ----------- | --------------- |
| Суперник         | Результат | Перший матч     | Повторний матч  | Раунд        | Суперник   | Результат | Перший матч | Повторний матч  |
| Болдклуббен 1903 | 6–2       | 2–2 (на виїзді) | 4–0 (вдома)     | Перший раунд | Фенербахче | 2–0       | 2–0 (вдома) | 0–0 (на виїзді) |
| Рейнджерс        | 4–2       | 1–1 (вдома)     | 3–1 (на виїзді) | Другий раунд | Магдебург  | 4–3       | 2–1 (вдома) | 2–2 (на виїзді) |
| Барселона        | 5–3       | 1–0 (на виїзді) | 4–3 (вдома)     | 1/4 фіналу   | Гетеборг   | 5–1       | 5–1 (вдома) | 0–0 (на виїзді) |
| Нант             | 5–2       | 1–2 (на виїзді) | 4–0 (вдома)     | 1/2 фіналу   | Ювентус    | 2–1       | 1–1 (вдома) | 1–0 (на виїзді) |

## Деталі
| 14 травня 1980 |

| Валенсія | 0:0 дч   | Арсенал |
| -------- | -------- | ------- |
|          | Протокол |         |

| Ейзель, Брюссель Глядачів: 36 000 Арбітр: Войтех Христов |

|                                                              |     | Пенальті                                                |  |
| Кемпес · Солсона · П.Родрігес · Кастельянос · Бонгоф · Аріас | 5:4 | Бреді · Степлтон · Сандерленд · Толбот · Голлінс · Рікс |  |

| Валенсія | Арсенал |

| В                   |  | Карлос Перейра      |  |      |
| З                   |  | Хосе Каррете        |  |      |
| З                   |  | Мануель Ботубот     |  |      |
| З                   |  | Рікардо Аріас       |  |      |
| З                   |  | Мігель Тендільо (к) |  |      |
| ПЗ                  |  | Даніел Солсона      |  |      |
| ПЗ                  |  | Енріке Саура        |  |      |
| ПЗ                  |  | Райнер Бонгоф       |  |      |
| ПЗ                  |  | Хав'єр Субіратс     |  | 112' |
| Н                   |  | Маріо Кемпес        |  |      |
| Н                   |  | Пабло Родрігес      |  |      |
| Запасні:            |  |                     |  |      |
| ПЗ                  |  | Анхель Кастельянос  |  | 112' |
| Головний тренер:    |  |                     |  |      |
| Альфредо Ді Стефано |  |                     |  |      |

| В                |  | Пет Дженнінгс   |  |      |
| З                |  | Пет Райс (к)    |  |      |
| З                |  | Семмі Нельсон   |  |      |
| З                |  | Девід О'Лірі    |  |      |
| З                |  | Віллі Янг       |  |      |
| ПЗ               |  | Браян Толбот    |  |      |
| ПЗ               |  | Ліам Бреді      |  |      |
| ПЗ               |  | Девід Прайс     |  | 105' |
| ПЗ               |  | Грем Рікс       |  |      |
| Н                |  | Алан Сандерленд |  |      |
| Н                |  | Френк Степлтон  |  |      |
| Запасні:         |  |                 |  |      |
| ПЗ               |  | Джон Голлінс    |  | 105' |
| Головний тренер: |  |                 |  |      |
| Террі Ніл        |  |                 |  |      |